# Fedele Romani
Fedele Romani (Colledara, 21 settembre 1855 – Firenze, 16 maggio 1910) è stato uno scrittore italiano.

## Biografia
Il padre, Giovanni, fu avvocato e consigliere provinciale di Teramo. Fedele studiò prima al seminario di Atri e successivamente nei licei di Teramo e L'Aquila. Frequentò in questi anni anche la scuola di disegno del pittore Gennaro Della Monica, affinando un talento naturale poi espresso nella produzione di caricature.

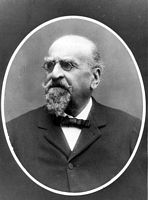
Lo scrittore Alessandro D'Ancona, insegnante di Romani

Si laureò in lettere alla Normale di Pisa, avendo avuto come insegnanti Alessandro D'Ancona, Michele Ferrucci, Ferdinando Ranalli e, tra i compagni di studio, il dantista Guido Mazzoni. Fu professore di ginnasio a Potenza e a Cosenza, e quindi di liceo a Teramo, Sassari, Catanzaro, Palermo e al Liceo Dante di Firenze. Nel capoluogo toscano, dove visse dal 1893 fino alla morte, fu anche docente nell'Istituto di Studi superiori e di Perfezionamento.
I suoi interessi culturali furono estremamente differenziati. Notevole l'apporto agli studi danteschi con la pubblicazione di numerosi saggi e con la serie delle conferenze tenute per la "Lectura Dantis" a Orsanmichele. Si occupò inoltre di dialettologia e pubblicò approfondite indagini relative alle parlate in Abruzzo, Sardegna, Calabria e Toscana.
La sua fama però è legata soprattutto all'opera narrativa. Ebbe vasta risonanza la pubblicazione di Colledara (Firenze, 1907), libro di memorie che descrive personaggi e vita quotidiana di una località nell'area del Gran Sasso d'Italia. Per cura di Guido Mazzoni, nel 1915, fu pubblicato postumo "Da Colledara a Firenze" che rappresenta in qualche modo la sua autobiografia intellettuale.
Compose inoltre poesie nel dialetto della montagna teramana e collaborò anche a numerosi periodici tra i quali La Gazzetta di Teramo, La Provincia, il Corriere Abruzzese, La Lettura e Il Marzocco edito a Firenze da Adolfo Orvieto.
Fu amico di Giovanni Pascoli, che gli dedicò i suoi Poemi italici.
È sepolto nel Cimitero delle Porte Sante di Firenze.

## Scritti
- Abruzzesismi, Piacenza, Porta, 1884; II ed. Teramo, Fabbri, 1890; III ed. Firenze, Bemporad, 1907;
- Sardismi, Sassari, Manca, 1886; II ed. 1887;
- Calabresismi, Teramo, Fabbri, 1890;
- Il secondo cerchio dell'Inferno di Dante, Firenze, R. Paggi, 1894;
- Ombre e corpi. Il secondo cerchio dell'"Inferno" di Dante. La figura, i movimenti e gli atteggiamenti umani nella Divina Commedia e nei Promessi sposi, Città di Castello, Lapi, 1901;
- Poesia pagana e arte cristiana, Firenze, L.S. Olschki, 1902;
- L'addio di Ettore e di Andromaca, Firenze, Le Monnier, 1903;
- Laura nei sogni del Petrarca, Prato, Passerini, 1905;
- Colledara, Firenze, Bemporad, 1907; Colledara, aggiuntovi Da Colledara a Firenze, Firenze, Bemporad, 1915; Colledara e Da Colledara a Firenze, Pescara, Trebi, 1960; Colledara, a cura di Carlo De Matteis, L'Aquila, Textus, 1996; Colledara e Da Colledara a Firenze, in Fedele Romani, a cura di Fausto Eugeni e Marcello Sgattoni, Sant'Atto di Teramo, Edigrafital, 1999, vol. II;
- Toscanismi, Firenze, Bemporad, 1907.